# Alkanna prasinophylla
Alkanna prasinophylla är en strävbladig växtart som beskrevs av Karl Heinz Rechinger. Alkanna prasinophylla ingår i släktet Alkanna och familjen strävbladiga växter. Inga underarter finns listade i Catalogue of Life.